# Нілка
43°47′28″ пн. ш. 82°30′10″ сх. д. / 43.79103° пн. ш. 82.50283° сх. д.
Нілка (кит. 尼勒克县, пін. Nílèkè Xiàn, трансліт. Nilka) — один із повітів КНР у складі Ілі-Казахської автономної префектури, СУАР. Адміністративний центр — містечко Нілка.

## Географія
Нілка у середньому розташовується на висоті близько 1135 метрів над рівнем моря в горах Боро-Хоро,

### Клімат
Повіт знаходиться у зоні, котра характеризується кліматом помірних степів. Найтепліший місяць — липень із середньою температурою 20,3 °C. Найхолодніший місяць — січень, із середньою температурою -9,9 °С.
| Клімат повіту Нілка                                | Клімат повіту Нілка | Клімат повіту Нілка | Клімат повіту Нілка | Клімат повіту Нілка | Клімат повіту Нілка | Клімат повіту Нілка | Клімат повіту Нілка | Клімат повіту Нілка | Клімат повіту Нілка | Клімат повіту Нілка | Клімат повіту Нілка | Клімат повіту Нілка | Клімат повіту Нілка |
| Показник                                           | Січ.                | Лют.                | Бер.                | Квіт.               | Трав.               | Черв.               | Лип.                | Серп.               | Вер.                | Жовт.               | Лист.               | Груд.               | Рік                 |
| Середній максимум, °C                              | −1,2                | 1,9                 | 9,8                 | 18,5                | 22,7                | 26,3                | 28,7                | 28,5                | 24,2                | 17,1                | 8,1                 | 0,9                 | 15,5                |
| Середня температура, °C                            | −9,9                | −5,9                | 2,4                 | 10,3                | 14,7                | 18,5                | 20,3                | 19,4                | 14,7                | 7,6                 | 0,5                 | −6,7                | 7,2                 |
| Середній мінімум, °C                               | −16,2               | −12,2               | −8,5                | 3,6                 | 7,8                 | 11,6                | 13,1                | 11,6                | 6,8                 | 0,9                 | −4,4                | −12,1               | 0,6                 |
| Норма опадів, мм                                   | 17.7                | 17.6                | 23.6                | 44.7                | 54.2                | 58.6                | 57                  | 40.6                | 21.4                | 29.7                | 32.1                | 23.6                | 420.8               |
| Вологість повітря, %                               | 75                  | 74                  | 69                  | 60                  | 61                  | 64                  | 63                  | 61                  | 62                  | 68                  | 74                  | 76                  | 67                  |
| -------------------------------------------------- | ------------------- | ------------------- | ------------------- | ------------------- | ------------------- | ------------------- | ------------------- | ------------------- | ------------------- | ------------------- | ------------------- | ------------------- | ------------------- |
| Джерело: Дані метеостанції №51433 (КНР, 1991-2020) |                     |                     |                     |                     |                     |                     |                     |                     |                     |                     |                     |                     |                     |